# Hiccoda clarae
Hiccoda clarae is een vlinder uit de familie spinneruilen (Erebidae). De wetenschappelijke naam is voor het eerst geldig gepubliceerd in 1947 door Berio.
De soort komt voor in tropisch Afrika.